# Associazione Calcio Monza 1942-1943
Questa voce raccoglie le informazioni riguardanti l'Associazione Calcio Monza nelle competizioni ufficiali della stagione 1942-1943.

## Stagione
Sebbene non ne avesse diritto, perché al di fuori del numero delle squadre lombarde promovende in Serie C stabilito dal regolamento campionati 1941-1942 (le prime quattro del girone finale) viene iscritta in Serie C.
Il Monza era già destinato a rimanere in Prima Divisione quando prima dell'inizio del campionato 1942-1943 il Direttorio Divisioni Superiori della F.I.G.C., viste le molte defezioni, invitò le non aventi diritto, purché in regola con la cassa federale, a pagare le tasse di affiliazione (£. 900) entro il 5 agosto 1942.
Il Monza adempie e versa subito le tasse di iscrizione alla Serie C, vendendosi inserito nell'elenco delle squadre ammesse.
Malgrado le pessime condizioni delle tribune, che dovevano ancora essere riparate perché il Monza aveva ancora dei debiti in sospeso con la Società Anonima Cooperativa Campo Sportivo, la squadra biancorossa viene iscritta al campionato di Serie C seppur mancante di troppi dei migliori giocatori che avevano disputato la Serie C nelle due stagioni precedenti. 
La squadra fu affidata a Mario Antonioli, il quale prese il posto di Angelo Piffarerio partito anche lui in guerra. Antonioli era un ex calciatore biancoazzurro dei primi anni '20 che aveva negli anni precedenti allenato diverse squadre di Sesto San Giovanni. Questi inserisce in prima squadra i migliori giocatori delle riserve militesenti e dei ragazzi tesserabili ed utilizzabili solo se nati dopo il 1º gennaio 1927 proponendo al direttivo di prendere alcuni giovani delle squadre sestesi (lavoratori presso le industrie belliche sestesi e quindi di diritto esonerati dal servizio militare) che lui conosceva bene.
Alla fine della stagione il bilancio è positivo e la squadra si salva in anticipo, malgrado avesse utilizzato una rosa di ben 26 giocatori. Solo successivamente la FIGC stabilì che questo campionato non avrebbe avuto ripercussioni sulla prima stagione ufficiale del dopo-guerra ripescando tutte le squadre retrocesse.

## Rosa
| N. |                   | Ruolo | Calciatore         |
| -- | ----------------- | ----- | ------------------ |
|    | Italia (bandiera) | A     | Alfredo Aliprandi  |
|    | Italia (bandiera) | C     | Achille Bellinzona |
|    | Italia (bandiera) | D     | Giuseppe Bocca     |
|    | Italia (bandiera) | A     | Piero Brambilla    |
|    | Italia (bandiera) | C     | Livio Brioschi     |
|    | Italia (bandiera) | D     | Riccardo Caglio    |
|    | Italia (bandiera) | C     | B. Cantù           |
|    | Italia (bandiera) | A     | Angelo Casiraghi   |
|    | Italia (bandiera) | D     | Ernesto Cattaneo   |
|    | Italia (bandiera) | D     | Riccardo Colombo   |
|    | Italia (bandiera) | D     | Luigi Corbetta     |
|    | Italia (bandiera) | C     | Costa              |
|    | Italia (bandiera) | P     | Attilio Farina     |

| N. |                   | Ruolo | Calciatore         |
| -- | ----------------- | ----- | ------------------ |
|    | Italia (bandiera) | A     | Alberto Frison     |
|    | Italia (bandiera) | C     | Mario Giacobone    |
|    | Italia (bandiera) | C     | Virginio Ginelli   |
|    | Italia (bandiera) | C     | Vincenzo Locatelli |
|    | Italia (bandiera) | C     | Gaetano Monticelli |
|    | Italia (bandiera) | A     | Mario Omarini      |
|    | Italia (bandiera) | A     | Gino Pedani        |
|    | Italia (bandiera) | P     | Enrico Pedotti     |
|    | Italia (bandiera) | A     | Giacomo Ristagno   |
|    | Italia (bandiera) | C     | Giovanni Sala (I)  |
|    | Italia (bandiera) | A     | Renzo Sala (II)    |
|    | Italia (bandiera) | A     | Giuseppe Saronni   |
|    | Italia (bandiera) | A     | Aliceto Siracusa   |

## Risultati

### Girone di andata
| Arbitro: | Mondani (Milano) |

|                                  |           |            |
| Renica 28’ (rig.) Spada 49’, 73’ | Marcatori | 88’ Pedani |

| Arbitro: | Loda (Brescia) |

|               |           |  |
| Giacobone 85’ | Marcatori |  |

| Arbitro: | Pedri (Luino) |

|                                                    |           |            |
| Bellinzona 44’ (aut.) Longhi 65’ Cattaneo 74’, 89’ | Marcatori | 85’ Pedani |

| Arbitro: | Gorla (Lodi) |

|                                  |           |  |
| Bellinzona 33’ (rig.) Pedani 60’ | Marcatori |  |

| Arbitro: | Cattoretti (Gallarate) |

|                                                    |           |  |
| Moretti 8’, 67’ Brambilla 42’ (rig.) Aliprandi 58’ | Marcatori |  |

| 8 novembre 1942 6ª giornata |  | – Riposa |  |  |

| Arbitro: | Cattoretti (Gallarate) |

|                |           |                       |
| Pedani 7’, 66’ | Marcatori | 8’ Arosio 30’ Fossati |

| Arbitro: | Cicardi (Lecco) |

|                       |           |            |
| Bordin 40’ Valari 67’ | Marcatori | 70’ Frison |

| Arbitro: | Pedri (Luino) |

|                                                |           |             |
| Aliprandi 10’ Bellinzona 41’ (rig.) Pedani 88’ | Marcatori | 17’ Molteni |

| Arbitro: | Pensotti (Legnano) |

|                               |           |                       |
| Corbella 13’ Carta 72’ (rig.) | Marcatori | 28’ Sala I 38’ Frison |

| Arbitro: | Di Pasquale (Varese) |

|                            |           |                                                                |
| Brioschi 3’ Bellinzona 44’ | Marcatori | 5’ Casati II 21’ (rig.) Vismara 75’ (aut.) Pedotti 80’ Mariani |

| Arbitro: | Bezzi (Brescia) |

|                                                   |           |  |
| Marin 16’, 18’ Sambruna 25’, 40’, 74’, 78’ (rig.) | Marcatori |  |

| Arbitro: | Coppolone (Bari) |

|                       |           |                          |
| Bellinzona 39’ (rig.) | Marcatori | 30’ Giannini 87’ Marelli |

### Girone di ritorno
| Arbitro: | Rossi (Milano) |

|  |           |                                      |
|  | Marcatori | 23’ Bacis 28’, 35’ Piazza 55’ Renica |

| Arbitro: | Cazzamalli (Crema) |

|  |           |                                 |
|  | Marcatori | 71’ (aut.) Arnaboldi 90’ Pedani |

| Arbitro: | Cipriani (Milano) |

|              |           |                                                  |
| Siracusa 72’ | Marcatori | 10’ Longhi 38’ Maronati 48’ Fovana 49’ Tagliabue |

| Arbitro: | Cicardi (Lecco) |

|           |           |           |
| Croci 31’ | Marcatori | 6’ Frison |

| Arbitro: | Codeluppi (Lodi) |

|  |           |             |
|  | Marcatori | 5’ Moreschi |

| 7 febbraio 1943 19ª giornata |  | – Riposa |  |  |

| Arbitro: | Cattoretti (Gallarate) |

|  |           |            |
|  | Marcatori | 78’ Pedani |

| Arbitro: | Brenna (Genova) |

|              |           |  |
| Brioschi 65’ | Marcatori |  |

| Arbitro: | Lombardi (Milano) |

|                 |           |                |
| Fumagalli IV 8’ | Marcatori | 89’ Bellinzona |

| Arbitro: | Pera (Firenze) |

|           |           |               |
| Cantù 63’ | Marcatori | 24’ Pasinelli |

| Arbitro: | Barra (Bergamo) |

|                           |           |              |
| Pesenti 61’ Ducceschi 79’ | Marcatori | 19’ Brioschi |

| Arbitro: | Gambarotta (Genova) |

|  |           |           |
|  | Marcatori | 55’ Marin |

| Arbitro: | Mondani (Milano) |

|                                                     |           |  |
| Como 27’ Canali 46’ Confalonieri 48’ Montersino 90’ | Marcatori |  |

## Arrivi e partenze
| Acquisti | Acquisti           | Acquisti              | Acquisti      |
| -------- | ------------------ | --------------------- | ------------- |
| A        | Alfredo Aliprandi  | Magneti Marelli       | definitivo    |
| C        | Achille Bellinzona | Necchi                | fine prestito |
| D        | Piero Brambilla    | da squadra della S.P. | definitivo    |
| D        | Riccardo Caglio    | ???                   | definitivo    |
| C        | Costa              | ???                   | ???           |
| P        | Attilio Farina     | Breda                 | definitivo    |
| A        | Alberto Frison     | Breda                 | definitivo    |
| A        | Mario Giacobone    | ???                   | definitivo    |
| A        | Mario Omarini      | Redaelli              | definitivo    |
| P        | Enrico Pedotti     | Caproni               | definitivo    |

| Cessioni | Cessioni              | Cessioni | Cessioni   |
| -------- | --------------------- | -------- | ---------- |
| A        | Emilio Camurati       | Singer   | definitivo |
| A        | Enrico Cazzaniga      | ???      | militare   |
| C        | E. Colombo            | ???      | militare   |
| P        | Ernesto Corno         | Biellese | definitivo |
| A        | Mario Fossati         | ---      | svincolato |
| P        | Ermenegildo Garanzini | Aosta    | definitivo |
| .        | Magni                 | ???      | ???        |
| .        | Milani                | ???      | ???        |
| D        | Aldo Mostacchi        | ???      | ???        |
| A        | Ettore Ornaghi        | Singer   | definitivo |
| .        | Pennati               | ???      | ???        |
| .        | Costantino Salomoni   | ???      | svincolato |
| D        | Gino Schiffo          | ???      | svincolato |
| .        | Giuseppe Serughetti   | ???      | ???        |
| .        | Stucchi               | ???      | ???        |
| .        | Primo Tagliabue       | ???      | ???        |
| .        | Ferruccio Viganò      | Singer   | definitivo |